# نقد عقل عملی
نقد عقل عملی (به آلمانی: Kritik der praktischen Vernunft)، یا نقد دوم از مهم‌ترین آثار ایمانوئل کانت است که در سال ۱۷۸۸ منتشر شد. این اثر، دنبالهٔ نقد اول کانت یعنی نقد عقل محض است و به فلسفه اخلاق می‌پردازد. هرچند کانت پیش از این یک اثر مهم در زمینهٔ فلسفهٔ اخلاق به نام بنیاد مابعدالطبیعه اخلاق (۱۷۸۵) منتشر کرده بود اما نقد عقل عملی را با این هدف نوشت که هم دامنهٔ گسترده‌تری را پوشش بدهد و هم دیدگاه‌های اخلاقی‌اش را در چارچوب نظام فلسفهٔ انتقادی خود جای بدهد.
نقد عقل عملی تاثیر بنیادینی بر توسعهٔ دامنهٔ فلسفه اخلاق گذاشت که با بنیاد آموزه فراگیر دانش اثر یوهان گوتلیب فیشته آغاز شد و طی قرن بیستم میلادی، تبدیل به مرجع اصلی برای فلسفهٔ اخلاق وظیفه‌گرا شد.
پروژه نقادی کانت شامل ایجاد محدودیت‌هایی برای حوزه‌هایی بود که ذهن می‌توانست در آن‌ها تأمل کند. کانت با تمایزگذاری بین پدیدارها (فنومن‌ها) و اشیا در خود (نومن‌ها)، ذهن را تنها دارای قابلیت شناخت پدیدارها دانست و نومن‌ها را از حوزه شناخت عقل انسان خارج کرد. کانت در نقد دوم اما کوشید به پرسش ((چه باید کرد؟)) پاسخ بدهد و با استنتاج عقلانی قاعده طلایی، حوزه عقل عملی را مشخص نمود.
نقد عقل عملی یا نقد دوم فلسفه اخلاق عصر روشنگری است؛ بدون توجه به منفعتی که عمل اخلاقی برای انسان دارد.

## ترجمه فارسی
این کتاب را انشاءالله رحمتی به فارسی ترجمه و منتشر کرده‌است. عزت‌الله فولادوند و منوچهر صانعی در حال ترجمه یا انتشار کتاب هستند.